# 丹維爾 (密西西比州)
丹維爾（英語：Danville）是位於美國密西西比州奧爾康縣的鬼鎮。

## 地理
丹維爾所處的海拔為高於海平面144米（即472英呎），而該地所採用的時區為UTC-6，即北美中部時區（CST）。同時該地設有夏令時間，為UTC-6調快一小時，即UTC-5（CDT）。